# Oberwambach

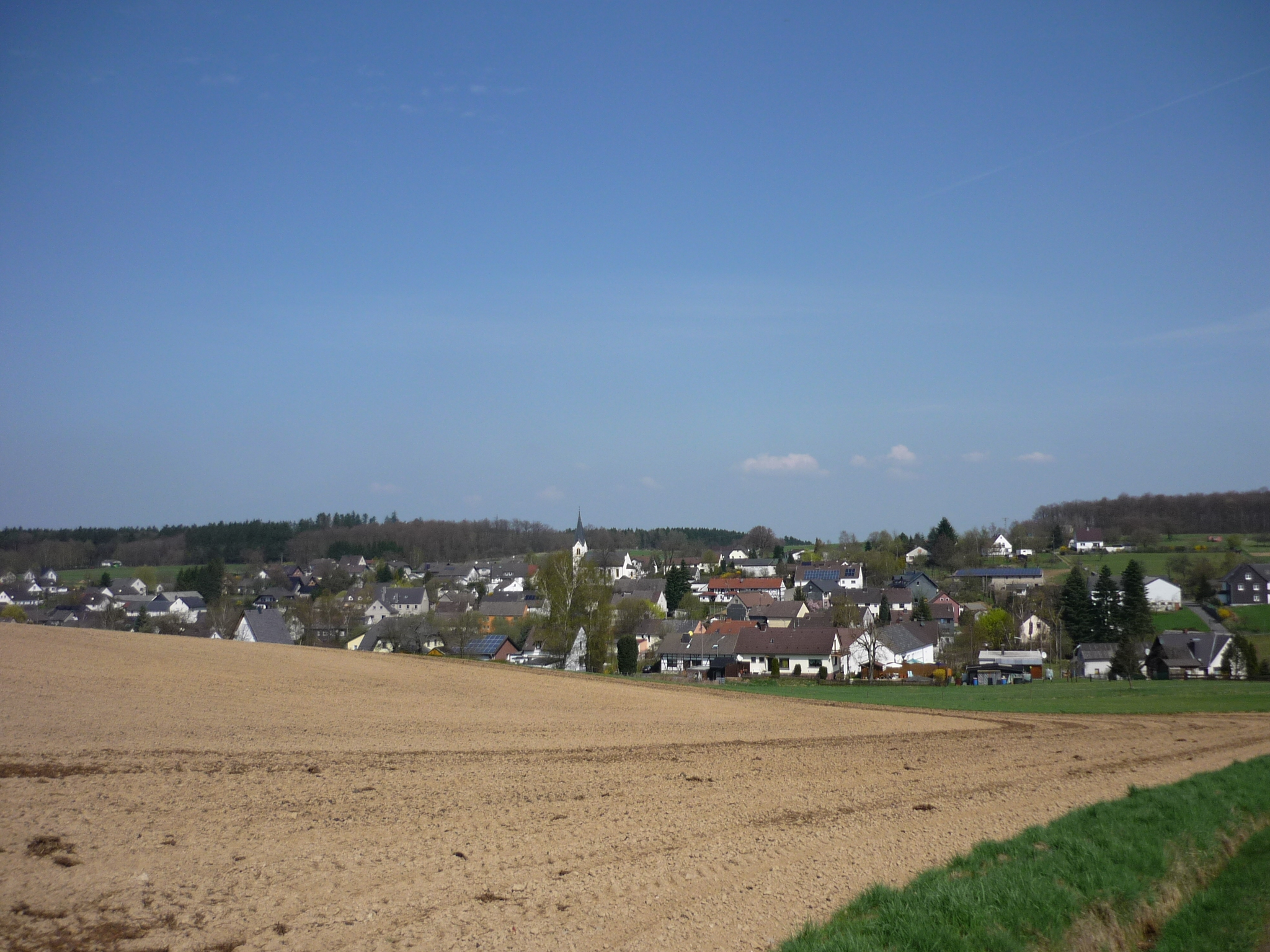
Oberwambach

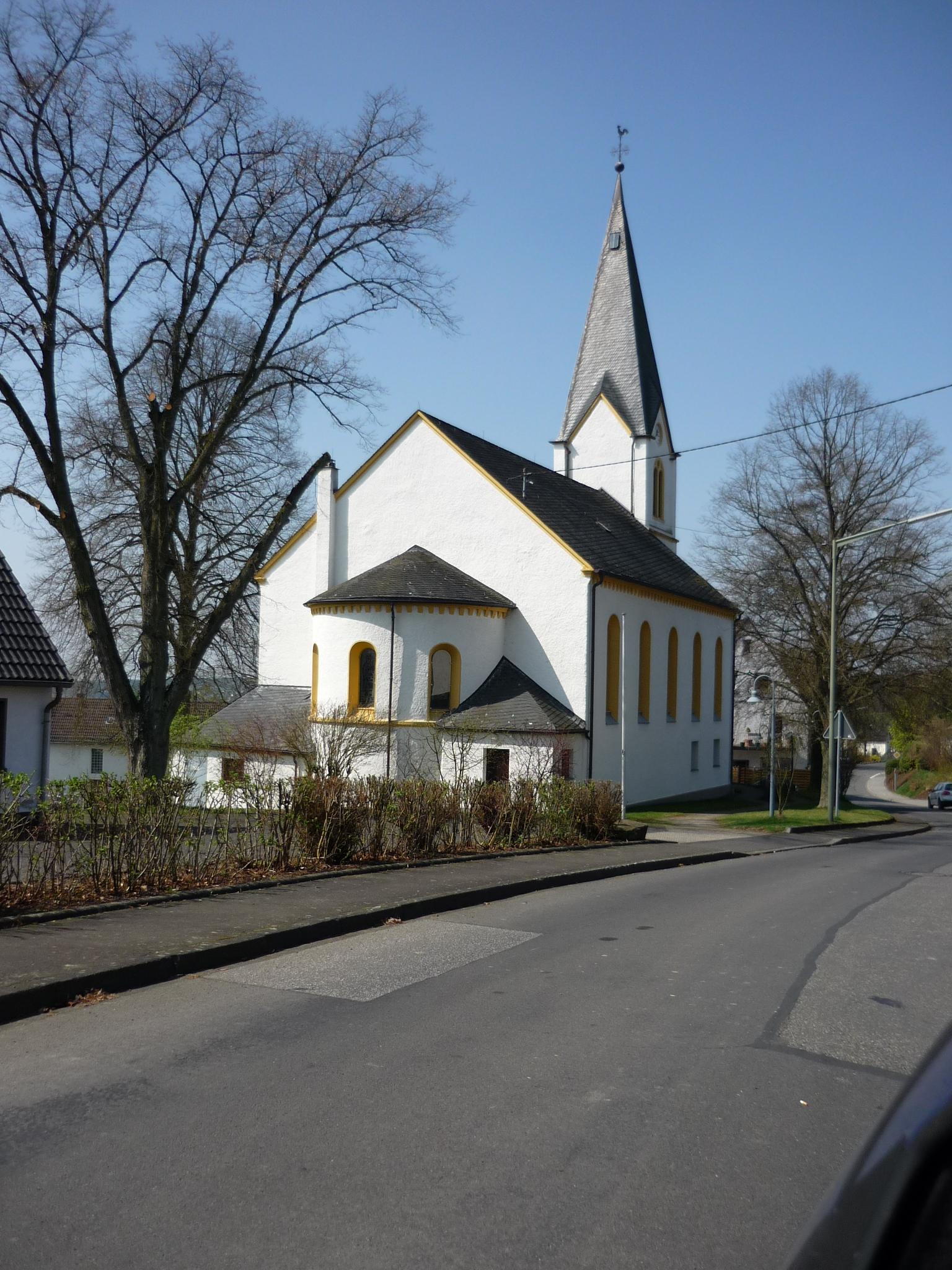
Die Kirche von Oberwambach

Oberwambach ist eine Ortsgemeinde im Landkreis Altenkirchen (Westerwald) in Rheinland-Pfalz. Sie gehört der Verbandsgemeinde Altenkirchen-Flammersfeld an.

## Geographische Lage
Oberwambach liegt im Westerwald etwa vier Kilometer südlich von Altenkirchen, jeweils etwa zwei Kilometer entfernt der Landesstraßen 265 und 267 sowie der Bundesstraße 8. Der Ort grenzt im Süden an die Gemeinden Rodenbach bei Puderbach und Oberdreis im Landkreis Neuwied. Weitere Nachbargemeinden sind Almersbach im Nordwesten, Gieleroth im Nordosten und Stürzelbach im Südwesten.

## Geschichte
1464 wird Oberwambach in einem Vertrag zwischen den Grafen von Sayn und den Grafen von Wied als Ouerwanenbach erstmals schriftlich erwähnt. Über u. a. 1565 Offerwanbach und 1576 Oberwainbach entwickelte sich der heutige Name.
1565 wird die Kapelle von Oberwambach mit Gütern ausgestattet. Sie war damals zuständig für die Dörfer Amteroth, Herpteroth, Gieleroth und Oberwambach. Der Gottesdienst wird vom Almersbacher Pfarrer und nach der Reformation wechselweise in reformierter und lutherischer Form gehalten.
Im Jahr 1721 wird eine Schule am Ort erwähnt.
1869 starben in Oberwambach 23 Kinder an Scharlach. 1870/71 wird eine neue Kirche gebaut, eine alte Waldkapelle wurde 1847 abgebrochen.
Seit 1924 ist der Ort an das Stromnetz angeschlossen. Ende März 1945, kurz vor Ende des Zweiten Weltkriegs, zerstörten oder beschädigten Bombardements Alliierter fast alle Häuser des Ortes, es gab 22 Todesopfer und viele Verletzte.
Siehe auch Liste der Kulturdenkmäler in Oberwambach
Bevölkerungsentwicklung
Für Oberwambach werden 1576 23 Feuerstätten (Haushalte, Höfe oder Häuser; durchschnittlich wahrscheinlich je fünf Bewohner) gezählt, 1606 25 Feuerstätten, 1671 20 Feuerstätten, 1682 31 Feuerstätten, 1781 wie 1801 jeweils 38 Feuerstätten.
Die Entwicklung der Einwohnerzahl von Oberwambach seit der preußischen Zeit, die Werte von 1871 bis 1987 beruhen auf Volkszählungen:
| Jahr | Einwohner |
| ---- | --------- |
| 1815 | 199       |
| 1835 | 275       |
| 1871 | 326       |
| 1905 | 336       |
| 1939 | 370       |
| 1950 | 391       |
| 1961 | 414       |

| Jahr | Einwohner |
| ---- | --------- |
| 1970 | 442       |
| 1987 | 370       |
| 1997 | 427       |
| 2005 | 417       |
| 2011 | 431       |
| 2017 | 409       |

## Politik

### Gemeinderat
Der Gemeinderat in Oberwambach besteht aus acht Ratsmitgliedern, die bei der Kommunalwahl am 9. Juni 2024 per Mehrheitswahl aus einer Liste gewählt wurden, und der ehrenamtlichen Ortsbürgermeisterin als Vorsitzender.

### Bürgermeisterin
Kathrin Kaiser wurde am 28. August 2024 Ortsbürgermeisterin von Oberwambach. Bei der Direktwahl am 9. Juni 2024 war sie als einzige Bewerberin mit einem Stimmenanteil von 89,5 % für fünf Jahre gewählt worden.
Kaisers Vorgänger Hans-Joachim Ramseger hatte das Amt 2009 übernommen und kandidierte bei der Wahl 2024 nicht erneut als Ortsbürgermeister.

## Wirtschaft
Der Wald in der Gemarkung gehört zum größten Teil einer Waldinteressentenschaft in 35 Anteilen. Im Ort bestehen außerdem mehrere kleinere Gewerbe- und Handelsbetriebe, außerdem sind noch vier landwirtschaftliche Betriebe tätig, davon drei im Nebenerwerb.